# Slimminge (Køge Kommune)
|  | For landsbyen af samme navn i Skåne, Sverige se Slimminge (Skåne) |
Slimminge er en landsby på Østsjælland med 492 indbyggere  (2024), beliggende i Gørslev Sogn ved landevejen imellem Køge og Ringsted. Landsbyen ligger i Køge Kommune og tilhører Region Sjælland.
Skovbo Efterskole ligger ved Slimminge. Tidligere lå landsbyen i Skovbo Kommune.